# Chaudebonne
Chaudebonne ist eine französische Gemeinde mit 60 Einwohnern (Stand 1. Januar 2022) im Département Drôme in der Region Auvergne-Rhône-Alpes.

## Geographie
Chaudebonne liegt 21 Kilometer nordöstlich von Valréas und 4,4 Kilometer südlich von Bouvières. Die Flüsse Roubion und Bentrix entspringen in der Gemeinde.

## Geschichte
Die Kirche Saint-Agathe von Chaudebonne wurde 1183 in einer Urkunde der Abtei auf der Île Barbe (einer Insel in der Saône bei Lyon) zum ersten Mal erwähnt. Im 17. und 18. Jahrhundert wurde Chaudebonne zum Priorat der Abtei der Île Barbe erhoben.
Im Zuge der Französischen Revolution wurde der Ort als Chaude Bonne 1793 als Gemeinde anerkannt, hieß aber 1801, als er das Recht auf Kommunale Selbstverwaltung erhielt, schon Chaudebonne. 1933 wurde die Verwaltung der Gemeinde in den Weiler Estellon verschoben.

## Einwohnerentwicklung
| Jahr                       | 1962 | 1975 | 1982 | 1990 | 1999 | 2009 | 2017 |
| -------------------------- | ---- | ---- | ---- | ---- | ---- | ---- | ---- |
| Einwohner                  | 52   | 35   | 47   | 48   | 54   | 59   | 56   |
| Quellen: Cassini und INSEE |      |      |      |      |      |      |      |

Die meisten Einwohner hatte Chaudebonne 1821 und 1841.

## Wirtschaft
Das Bild der Gemeinde wird durch Weiden, Wald und Lavendelfelder bestimmt. Ein wichtiger Erwerbszweig der Chaudebonnais ist die Zucht von Hausschafen und Hausziegen.